# Monte Sinai (Bibbia)

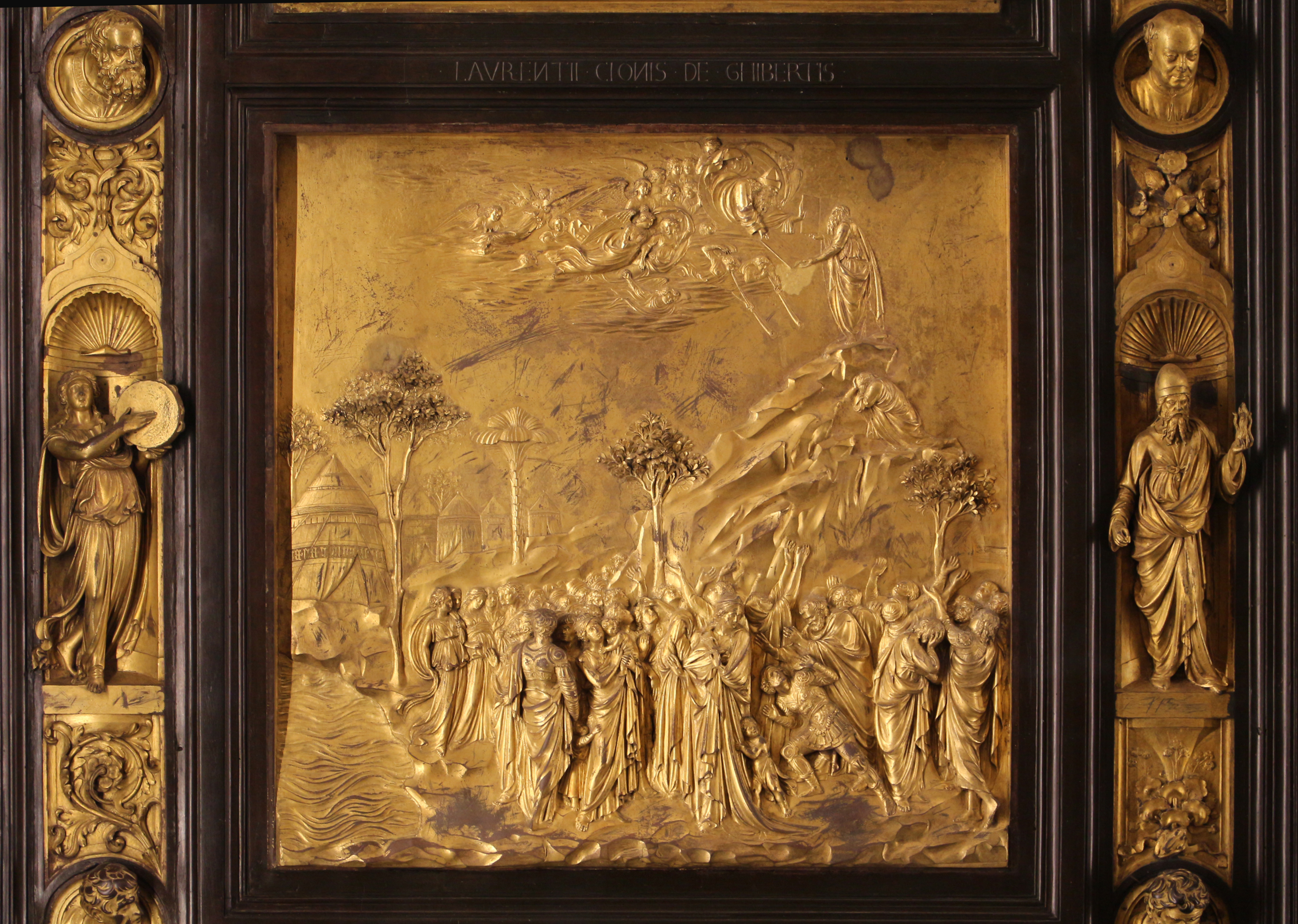
Mosè riceve le tavole della Legge sul monte Sinai. Formella della Porta del Paradiso, Battistero di San Giovanni (Firenze).

Il monte Sinai è il luogo in cui, secondo il Libro dell'Esodo, Mosè fu chiamato da Dio attraverso il rovo ardente (Es 3,1 e seguenti) e molti anni dopo ricevette le tavole della legge del decalogo (Es 19,1-3 e seguenti). Mentre le fonti Jahvista (J) e Sacerdotale (P) usano il nome Sinai, quelle Elohista (E) e Deuteronomista (D) usano il nome Oreb.
Alcuni secoli dopo anche il profeta Elia si recò sul monte Oreb, dove parlò con Dio.(1Re 19, 9-18)

## Identificazione geografica

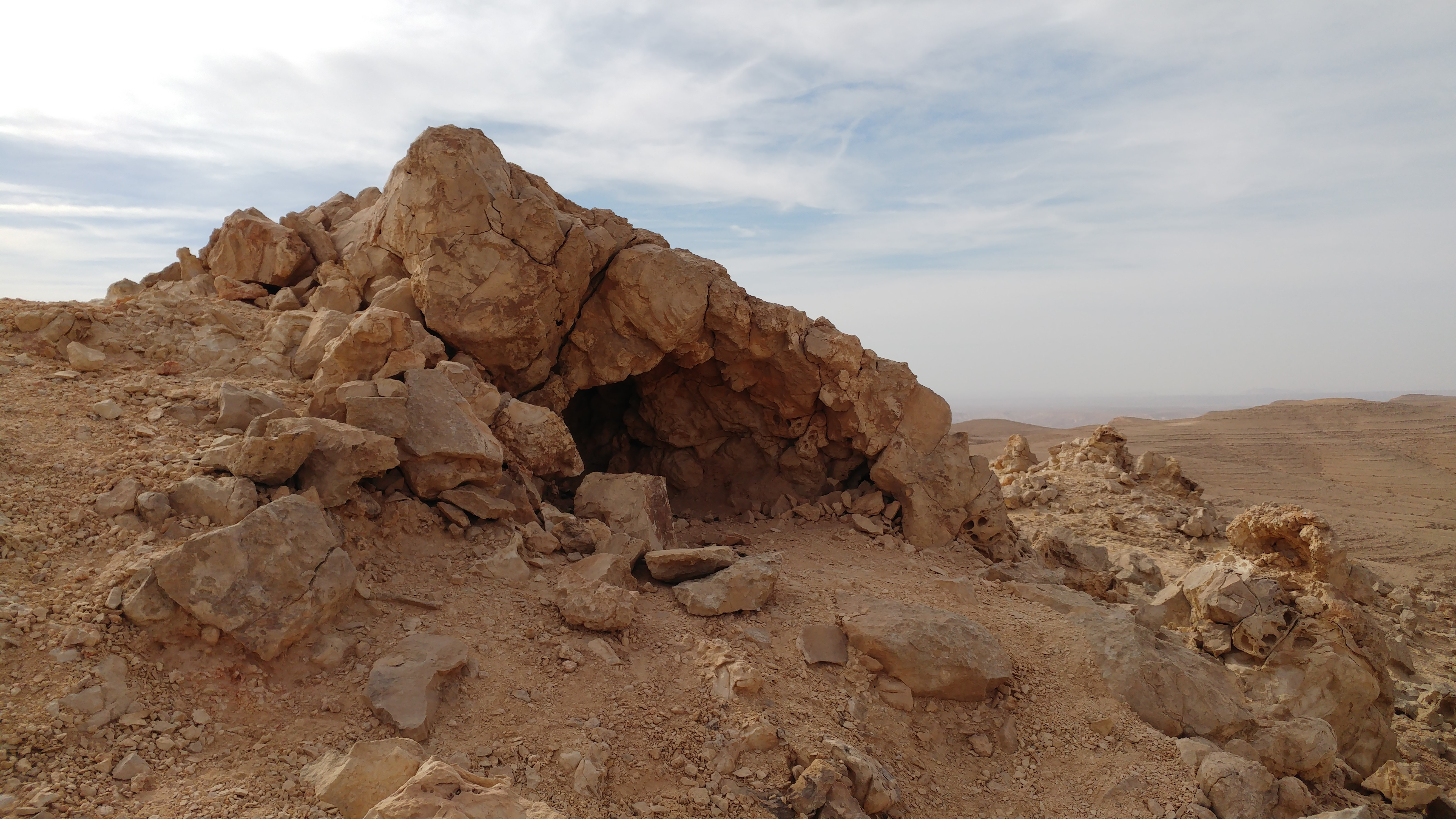
La grotta sulla cima del Har Karkom.

Come per molte delle località descritte nell'Esodo, anche per il monte Sinai-Oreb si è persa la memoria toponomastica delle località descritte. Sono state proposte diverse identificazioni:
- Gebel Musa (detto comunemente monte Sinai o monte Oreb), nel sud della penisola del Sinai: Questa identificazione risale ai primi secoli dell'era cristiana ed è l'ipotesi più accreditata. Secondo un'antica tradizione che risale al 330 d.C., Elena madre dell'imperatore Costantino, identificò il Monte Oreb citato nella Bibbia con un'altura a sud della penisola del Sinai, rinominata Monte di Mosè, in arabo Gebel Musa. L'imperatore Giustiniano nel 527 d.C. fece edificare in una valle sulle sue pendici, nel luogo identificato del roveto ardente, la Basilica della Trasfigurazione, che includeva la primitiva chiesa di Sant'Elena Imperatrice, e che nel IX secolo fu dedicata a Santa Caterina d'Alessandria, l'odierno Monastero di Santa Caterina.
- Har Karkom (Montagna di zafferano in ebraico) o Gebel Ideid (arabo), nel Negev: nel 1983 l'archeologo Emmanuel Anati trovò un santuario all'aperto risalente al paleolitico e usato ininterrottamente almeno fino all'età del bronzo. Dalle raffigurazioni presenti sul posto è stato dedotto che il santuario fosse dedicato al dio Luna semitico Sin, il cui nome avrebbe originato quello del Sinai.[4] Sulla vetta di Har Karkom è inoltre presente una piccola grotta che ricorderebbe quella citata dall'Antico Testamento in cui trovarono riparo Mosè (Es 33,22) ed Elia (1Re 19,9), quando comparve loro Dio. Ai suoi piedi, dove si sarebbe trovato l'accampamento degli ebrei, sono state inoltre rinvenute 12 lastre di pietra in stazione eretta, che farebbero pensare agli altari delle offerte erette nell'accampamento delle 12 tribù di Israele.
- Monte Seir, nella regione storica di Edom, presso il confine tra l'attuale Stato d'Israele e Giordania.
- Gebel Baggir, o Gebel al-Nour, Hala-'l Badr, Al-Manifa, Gebel al-Lawz: un monte vulcanico in Arabia

L'identificazione del monte Sinai biblico col Gebel Musa incontra almeno quattro problemi: 
- la completa mancanza di riscontri archeologici di attività antecedenti l'era cristiana;
- la lontananza di almeno 150 km dall'area in cui la Bibbia colloca la tribù di Madian;
- la non coerenza con le tappe per spostarsi dall'Horeb fino a Kadesh Barnea descritte dal Deuteronomio (Deuteronomio 1:2[3]): "Vi sono 11 giornate dall'Horeb, per la via del monte Seir, fino a Kadesh Barnea", indicazione che permette di limitare la localizzazione del Monte Sinai biblico entro 100 km circa da Kadesh Barnea (nell'antichità un percorso doveva permettere di raggiungere giornalmente almeno un pozzo per abbeverare il bestiame che gli Israeliti avevano al seguito);
- il riscontro biblico (Numeri 14) secondo cui gli Israeliti sono condannati a vagare per quaranta anni nel deserto presso le vicinanze di Kadesh Barnea, invece di poter entrare subito nella Terra Promessa.

Solo Har Karkom, quindi, trovandosi al confine fra il territorio dei madianiti e degli amaleciti, risponde ai punti che invece risultano controversi per il Jebel Musa e sin dal paleolitico - al contrario di quest'ultimo - è stato utilizzato come santuario. Viene da taluni studiosi sostenuto che tale attività sembra però esaurirsi in epoca antecedente quella in cui tradizionalmente viene collocato l'Esodo e che ciò ostacola la sua identificazione con il Sinai biblico, anche se le scoperte archeologiche del prof. Emmanuel Anati e i riscontri topografici degli appunti di viaggio del Diario di Egeria portano a ritenere Har Karkom (montagna con una piccola grotta posta sulla cima, interpretata dal prof. Anati come l'anfratto in cui Mosè si sarebbe rifugiato, secondo la tradizione, per non rimanere abbagliato dal passaggio di Yahweh, quando ricevette le tavole dei 10 comandamenti) come l'identificazione più probabile e sino a oggi meglio documentata.
Infatti, il monte Sinai visitato da Egeria viene dal lei descritto come avente due cime tra loro vicine, proprio come quelle presenti su Har Karkom. L'identificazione di Har Karkom col Monte Sinai e l'Oreb della Bibbia troverebbe così conferma dalla tradizione cristiana fin dai suoi primi secoli.

Di contro, secondo quanto scrive l'egittologo James K. Hoffmeier, l'identificazione di questa montagna col Monte Sinai della Bibbia sposterebbe indietro di almeno 1000 anni alcune vicende narrate dal Vecchio Testamento e richiederebbe una revisione delle zone tradizionalmente ritenute abitate da Madianiti, Amaleciti e altre antiche popolazioni. Egli respinge giustamente le conclusioni di Anati, perché il tipo di installazioni cultuali della prima età del bronzo scoperte ad Har Karkom sono state trovate in numero significativo anche nel deserto meridionale, nel Negev e nel Sinai - quindi le scoperte di Anati non sono uniche. Un altro problema per la teoria di Anati è che se questa montagna segna il luogo in cui Israele ricevette le tavolette con i dieci comandamenti, in quale lingua sarebbero state scritte tra il 2200 e il 2000 a.C., dato che la scrittura alfabetica cananea, da cui fu presa in prestito la scrittura ebraica, si stava ancora sviluppando intorno al 1800 a.C.?

## Esegesi ebraica
Secondo l'esegesi ebraica sino ad oggi il luogo risulta sconosciuto.